# Puget
 Puget  es una población y comuna francesa, en la región de Provenza-Alpes-Costa Azul, departamento de Vaucluse, en el distrito de Apt y cantón de Cadenet.
Está integrada en la Communauté de communes des Portes du Luberon.

## Demografía
| 152 | 131 | 168 | 333 | 475 | 589 |
| Para los censos de 1962 a 1999 la población legal corresponde a la población sin duplicidades (Fuente: INSEE [Consultar]) |     |     |     |     |     |